# Matthew Colthurst
 (janvier 2020).
Si vous disposez d'ouvrages ou d'articles de référence ou si vous connaissez des sites web de qualité traitant du thème abordé ici, merci de compléter l'article en donnant les références utiles à sa vérifiabilité et en les liant à la section « Notes et références ».
Matthew Colthurst (vers 1517 - 8 juillet 1559), du château de Wardour (comté de Wiltshire) et Claverton (comté de Somerset), est un homme politique anglais sous les règnes d’Henri VIII et d’Édouard VI.

## Biographie

### Jeunesse
Il est le fils de Henry Colthurst d’Edisford, près de Clitheroe, dans le Lancashire. Il reçoit sans doute son éducation au Middle Temple et épouse en premières noces Anne Grimston, originaire du Suffolk, fille de Thomas Grimston. Sa deuxième femme est Anne Sibell de Farningham, Kent, fille de Nicholas Sibell. De son deuxième mariage il a cinq fils et trois filles.

### Carrière politique
En 1543, il achète à Humphrey Colles l’abbaye de Bath et, en 1545, il devient membre du Parlement d'Angleterre (MP) représentant Bath. Il représenta Bletchingley en octobre 1553 et Wilton en avril 1554. Il est un proche des frères Seymour, Edward Seymour, premier duc de Somerset et Lord Protecteur d’Angleterre, et Thomas Seymour, baron Seymour de Sudeley, oncles d’Édouard VI.

### Mort
Il meurt le 8 juillet 1559. Son fils Edmund, âgé d’environ 15 ans, lui succède. Sa veuve, Anne Colthurst, épouse ensuite Laurence Hyde, l’un des exécuteurs testamentaires de son mari. Par ce mariage elle est la grand-mère d’Edward Hyde, premier comte de Clarendon, et l’arrière-arrière-grand-mère de la reine Marie II et de la reine Anne.